# Reni Iordanova
Reni Iordanova (búlgar: Рени Йорданова)  (valor desconegut, 25 d'octubre de 1953) és una ex-remadora búlgara que va competir durant la dècada de 1970.
El 1976 va prendre part en els Jocs Olímpics de Mont-real, on guanyà la medalla de plata en la competició del quatre amb timoner del programa de rem. Formà equip amb Kapka Georgieva, Ginka Gyurova, Marika Modeva i Lilyana Vaseva. En el seu palmarès també destaca una medalla de plata al Campionat del món de rem.